# Frédéric Wenz
Pour les articles homonymes, voir Wenz.
Frédéric Wenz, né le 2 août 1865 à Reims et mort à La Ferté-sous-Jouarre le 9 mars 1940, est un peintre et dessinateur français, notamment célèbre pour l'amitié qui l'a lié à Toulouse-Lautrec

## Biographie
| - Frédéric, Paul, Emile, Alfred, Aline (1872). - Emile (père), Frédéric, Paul, Alfred, Aline (c 1910). |

Frédéric est le deuxième fils d'Émile Wenz (1834-1926), négociant en laine à Reims, et de Marie Dertinger (1839-1925). Les autres enfants du couple sont Émile (1860-1940), Paul (1869-1939), Alfred (1872-1947) et Aline (1873-1958). Émile devient un pionnier de la photographie aérienne en France par l'utilisation de cerfs-volants, tandis que Paul est un baroudeur, qui émigre en Australie, possède d'immenses terres agricoles et devient écrivain australien de langue française, ami d'André Gide.
| - Frédéric Wenz (1873). |

À partir de l'âge de 11 ans, Frédéric était en pension à Paris au lycée Saint-Louis jusqu'à 1884. Il a fait son service militaire dans un régiment d'artillerie, comme ses frères ainés. N'ayant aucun goût pour la commerce et l'entreprise familiale de négoce en laine, Frédéric a convaincu ses parents de le laisser tenter une carrière artistique.
Il s'est inscrit, en octobre 1885, à l'atelier de Fernand Cormon, établissement réputé et fréquenté par des fils de famille. Frédéric se lie en amitié avec Henri de Toulouse-Lautrec et François Gauzi, également élèves de Cormon. Lautrec fait un portrait de Frédéric au printemps de 1886.
Gauzi relate dans son livre de souvenirs : « Frédéric incita Lautrec de soumettre un œuvre au 10e exposition de la Société des Amis des Arts de Reims en avril 1886 pour le vendre. Lautrec propose son portrait de Frédéric Wenz pour l'exposition. » Paul, le frère de Frédéric, dans son livre autobiographique confirme que c'est leur père qui a acheté le tableau, pour faire plaisir à son fils. Il l'a immédiatement fait cadeaux.
Entre 1885 et 1890, Frédéric avait une liaison avec une femme prénommée Jeanne, qui était connue comme Jeanne « Wenz ». Elle est probablement morte vers 1891. Ensuite Frédéric avait une liaison avec Louise Vincent(1869-1943) au début des années 1890, dont est né leur fils Robert Frédéric (1894-1962) en 1894. Frédéric et Louise se sont mariés le 2 avril 1897 à Paris. Avec le mariage avec Louise et sa vie d'artiste, les rapports de Frédéric avec ses parents n'étaient pas toujours faciles. Les relations ne se normalisaient qu'après 1914, grâce à son frère cadet Alfred.
Dans son livre autobiographique, Paul, le frère de Frédéric décrive l'ambiance familiale. (En 1925 Paul Wenz publie un livre sur l'élevage de moutons qui est illustré par les dessins de Frédéric).

## Œuvres
Les œuvres de Frédéric Wenz se trouvent dans des collections privées, notablement aux États-Unis. En bon élève de Cormon, ses premiers tableaux sont très académiques : L'Assassinat de Jules César, Nature morte, etc. Cependant, il fait quelques fantaisies en exposant chez Les Incohérents en 1885-1886 ; autrement il exposait aux expositions de la Société des amis des arts de Reims et la Société nationale des beaux-arts de Paris entre 1888 et 1908.
Selon son frère Paul, Frédéric avait une clientèle d'Américains qui commandaient des tableaux pour décorer leurs demeures.

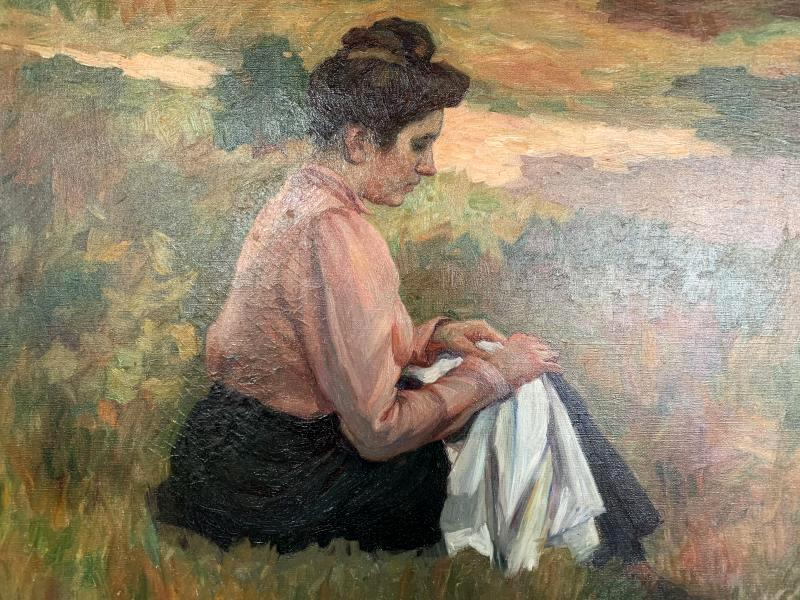
Jeanne Wenz cousant (c 1885).
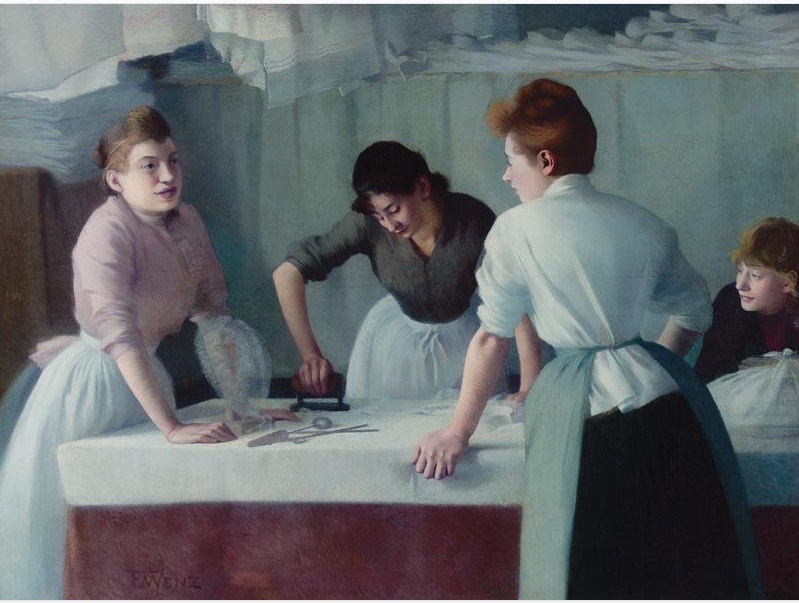
La Préparation du voile de mariée (c 1900).
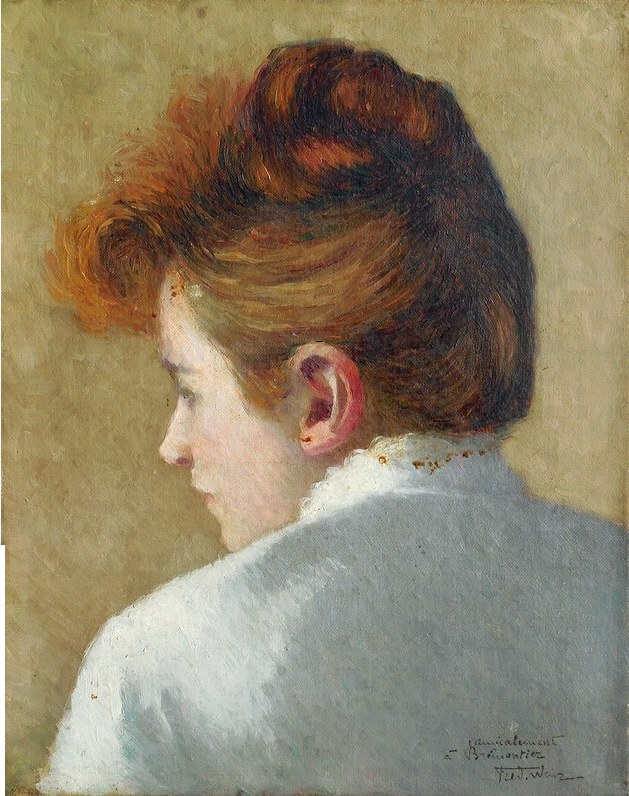
La Préparation du voile de mariée (étude préliminaire).
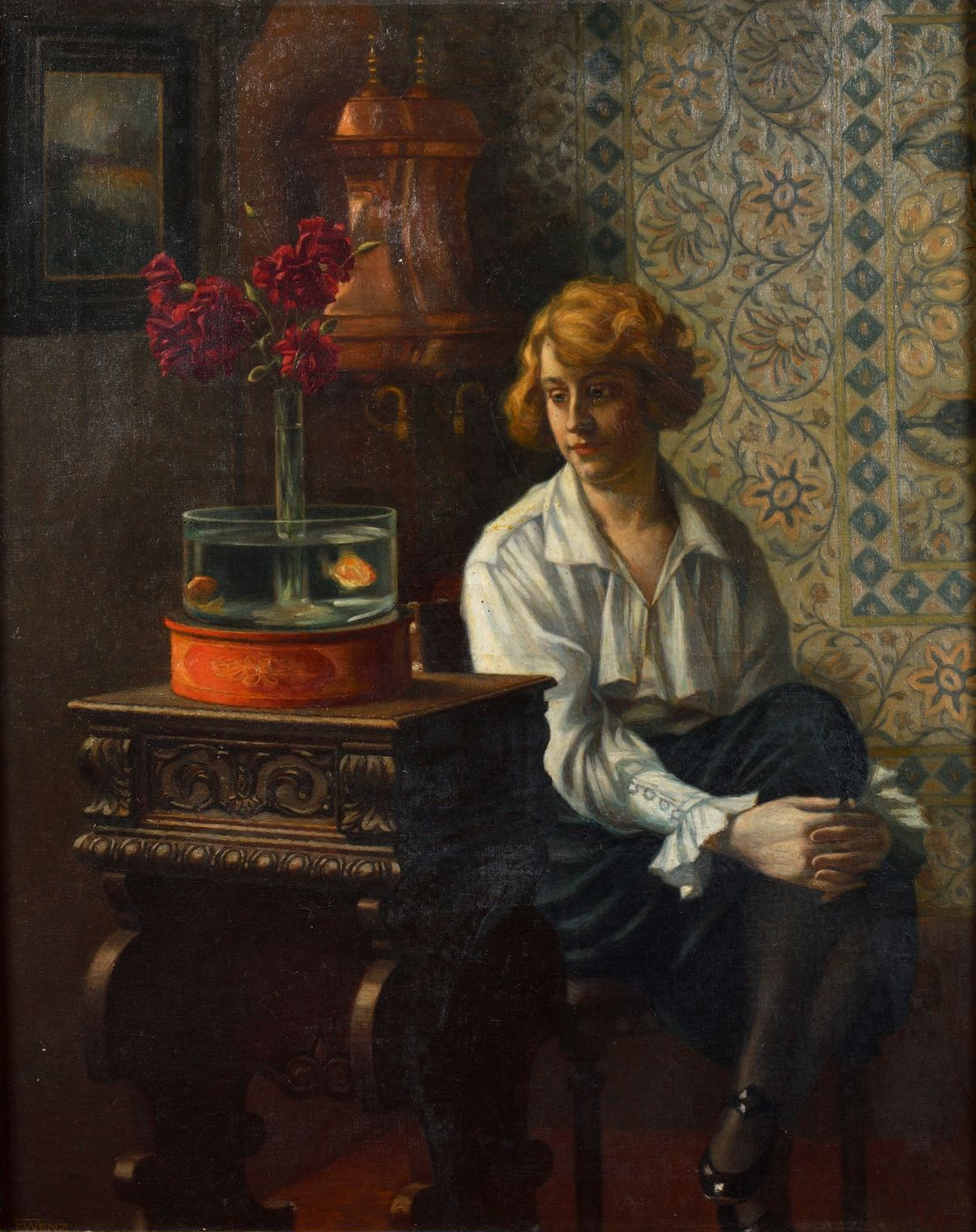
Jeune femme observant un aquarium, début du XXe siècle.

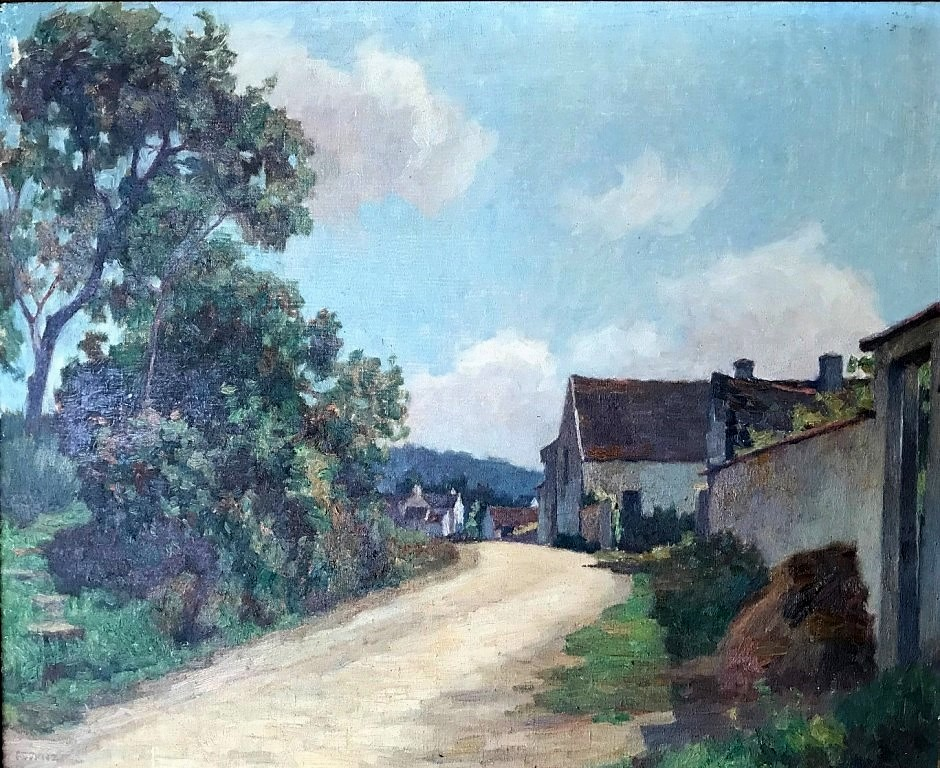
Rue de village.
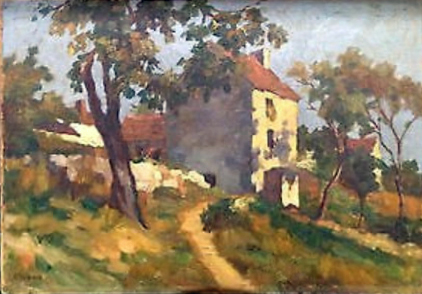
Paysage c 1900.
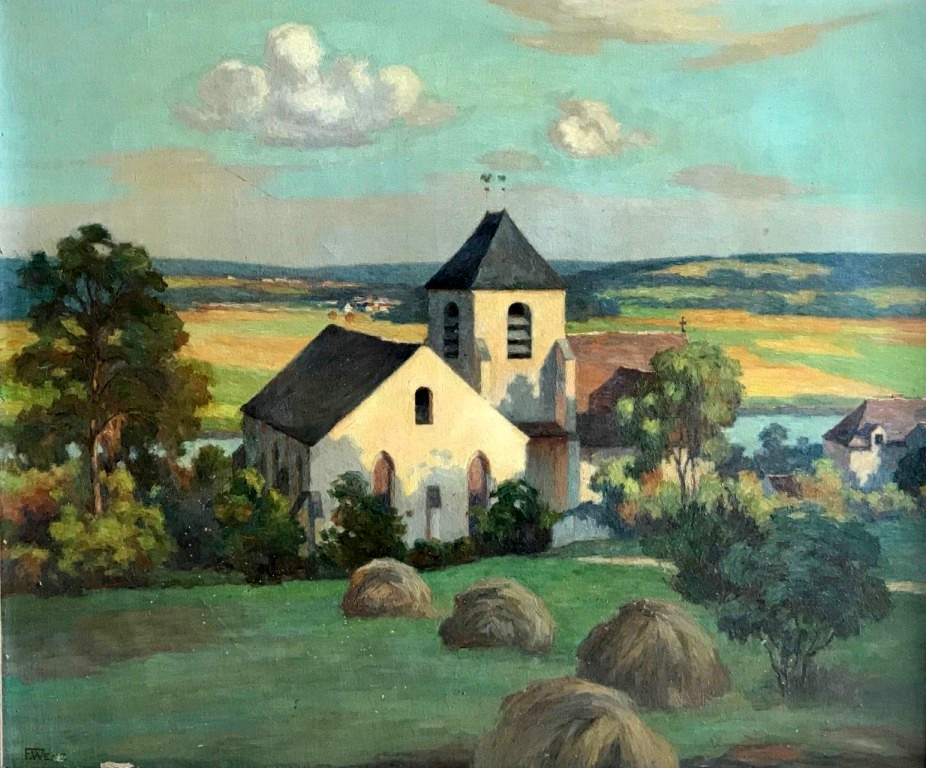
Paysage.

Divers portraits
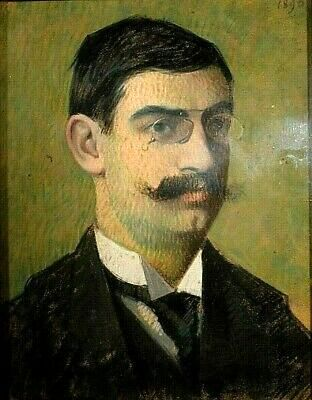
Portrait du Dr X (1890).
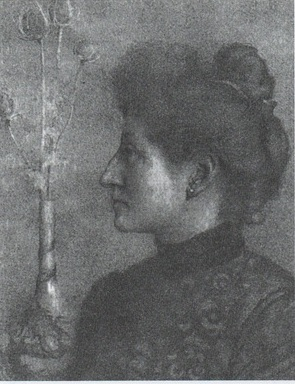
Louise Wenz (c 1894).
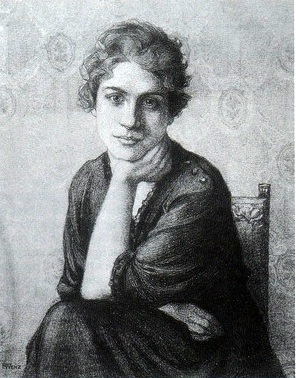
Femme de face (1896).
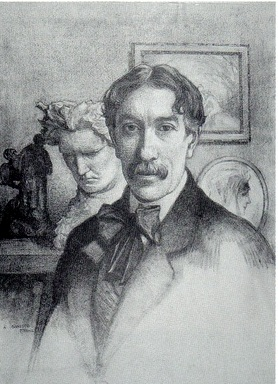
Portrait d'un homme (c 1900).
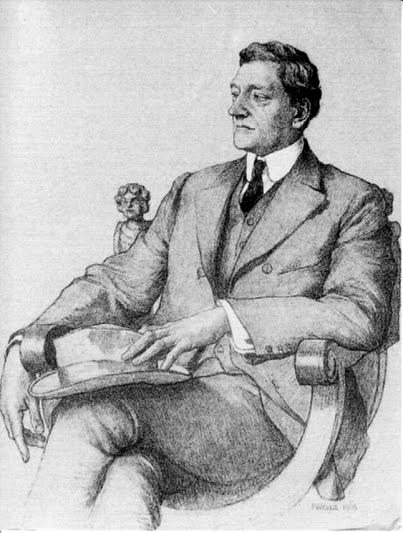
Paul Wenz (1905).
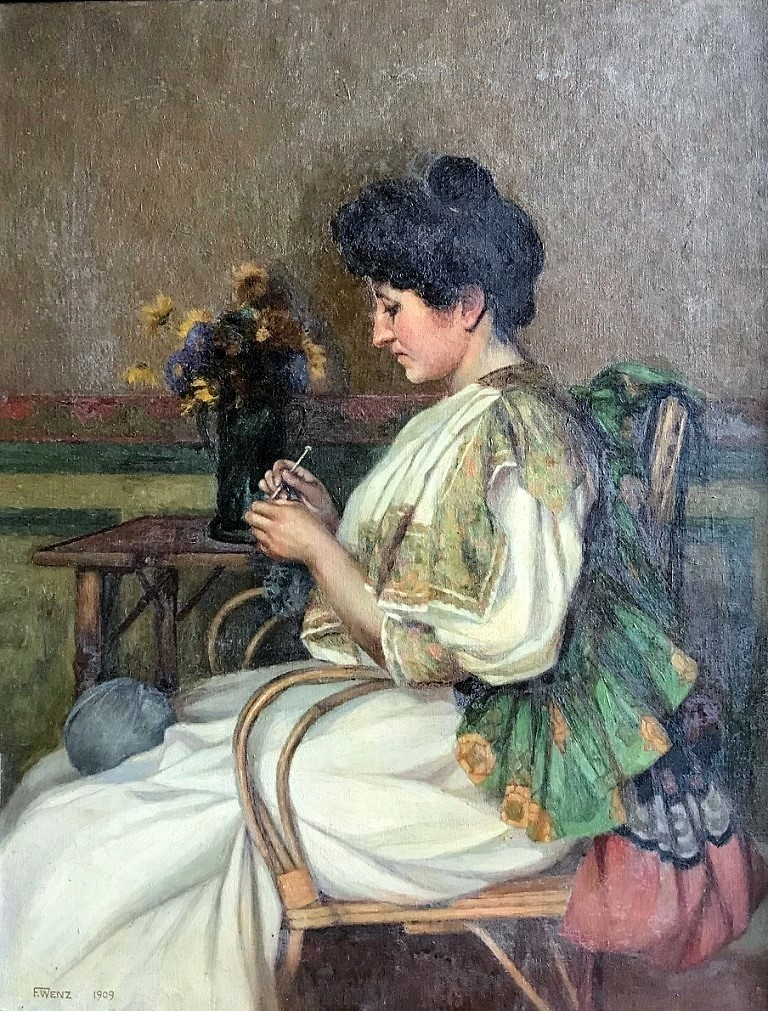
Portrait de Femme (1909).

Frédéric Wenz avait aussi un talent de caricaturiste.

Quelques caricatures
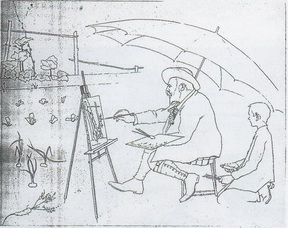
L'Artiste peintre au travail.
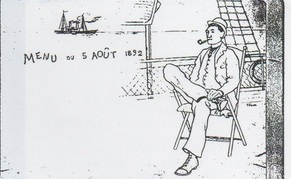
Paul Wenz sur le départ 5 août 1892.
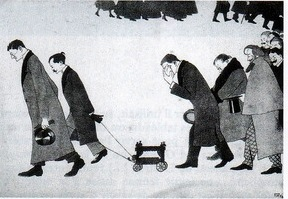
Enterrement de vie de garçon (Paul Wenz et Rémi Krüg).

Il décora d’un important triptyque la véranda de la maison de ses parents à Reims. Malheureusement, la véranda et les tableaux ont été détruits pendant les bombardements de 1914.

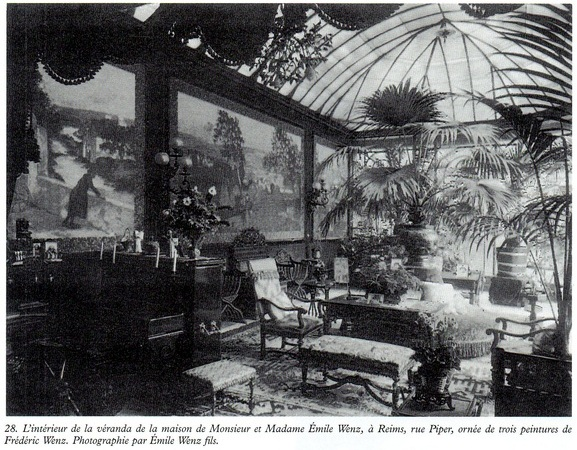
Véranda de la maison à Reims.
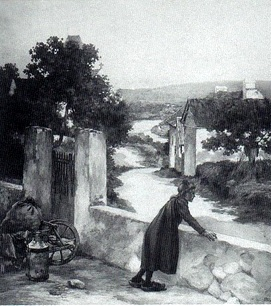
Jeune fille devant un mur.
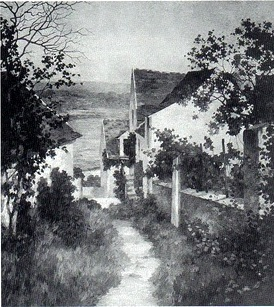
Chemin entre maisons.

### Frédéric, modèle de Toulouse-Lautrec
|  |

Frédéric et sa compagne Jeanne étaient les modèles pour un projet de tableau de Toulouse-Lautrec, Vénus et Mars. Le tableau n'a jamais été réalisé, mais il existe cinq études sur papier, conservés au musée Toulouse-Lautrec. Frédéric Wenz est reconnaissable par sa coupe de cheveux ; Jeanne est simplement esquissé, mais reconnaissable par sa coiffure qui est semblable à celle qu'elle porte dans d'autres œuvres de Lautrec de cette époque. 
L'image représente un artilleur en train de se reculotter devant une prostituée. Gauzi, dans son livre de souvenirs relate les propos de Lautrec : « Wenz, qui a fait son volontariat dans l'artillerie m'a posé avec sa culotte à basanes. »
|  |

Le sujet a inspiré Aristide Bruant pour son chanson À Grenelle. Le dessin de la prostituée par Jean Caillou sur la couverture de la brochure ressemble fortement à Jeanne Wenz.

## Jeanne «Wenz»
Jeanne Wenz est une modèle de Henri de Toulouse-Lautrec dans les années 1886-1888. Elle est peut-être une belle-sœur ou une compagne de Frédéric Wenz qui a repris son nom de famille, mais elle n'est pas son épouse.
La biographie de Jeanne « Wenz » est presque totalement inconnue. Même son nom de famille n'est pas connu avec certitude. Elle n'est ni la sœur de Frédéric (qui s'appelait Aline), comme affirmé dans le catalogue de l'exposition Three women : Early portraits by Henri de Toulouse-Lautrec au Fogg Art musée en 2002, ni son épouse (qui s'appelait Louise).
Une explication plausible pour cette confusion se trouve dans une lettre écrite par Toulouse-Lautrec à sa mère en 1885 : « je fais le portrait de la sœur d'un de mes amis... » Le portrait en question est celui de Jeanne, La Femme au nœud rose. Frédéric et Jeanne habitaient la même immeuble que Lautrec, rue Caulaincourt, ils étaient amis et ce dernier était parfaitement au courent de leurs relations. Il est probable, pour des convenances vis-à-vis sa famille, que Lautrec préfère de parler de la « sœur » d'un ami que de la maîtresse d'un ami. C'est ainsi que Jeanne X devient « Jeanne Wenz » pour les historiens d'art.
Frédéric Destremau propose comme hypothèse, que Jeanne était la sœur aînée de Louise Vincent et que Frédéric et elle vivait ensemble sans être mariés à partir de 1885.
Les seuls faits qui semblent certains sont :
|  |

- Jeanne apparaisse dans l'entourage de Frédéric, Henri de Toulouse-Lautrec et d'Aristide Bruant en 1885 et elle est probablement le premier modèle de Lautrec, hors famille et atelier académique.
- Entre 1886 et 1888, Jeanne est le sujet d'une dizaine de portraits et dessins.
- Jeanne travaillait comme serveuse au bar À la Bastille, rendu célèbre par la chanson d'Aristide Bruant Nini peau d'chien. Elle devait fréquenter aussi le cabaret d'Aristide Bruant Le Mirliton, car Bruant écrivit aussi une chanson[15] sur la vie de Jeanne.
- Entre 1888 et 1890 elle disparaît, pour réapparaître en 1890 en compagnie de Suzanne Valadon dans quelques photographie prises par François Gauzi.
- Jeanne était alcoolique et elle est très probablement mort prématurément vers 1891.

### Jeanne, modèle de Toulouse-Lautrec
| - La Femme au nœud rose. |

Toulouse-Lautrec était fasciné par les bars et ceux qui les fréquentaient. Son œil acéré avaient certainement repéré l'avenir de Jeanne, car elle va devenir alcoolique et en mourir quelques années plus tard. Les tableaux sont peints dans son studio. Il a assez froidement dépeint les cinq phases de sa déchéance.
Les noms des tableaux étaient donnés par Aristide Bruant, quand ils étaient exhibés dans son cabaret Le Mirliton.
- Le début — La Femme au nœud rose : un premier portrait de Jeanne dans une prise de contact assez neutre. Ici, le drame qu'il pressent est évoqué par la couleur brun-sombre du fond, alors que le premier plan est dessiné de manière assez académique.
- Le constat — À la Bastille : La verre vide qu’elle tient devant elle tout en regardant de manière crâne le peintre expose la situation. Elle a un problème d'alcool.
- La honte — La Buveuse d'absinthe : La femme, vue de dos, visage cachée, regarde le guéridon ; elle a poussé la verre d'absinthe vers sa gauche.
- La négation — Poudre de riz :
- La réalité — Gueule de bois ou La Buveuse :
  - Il est parfois affirmé que le modèle pour Gueule de bois est Suzanne Valadon[13],[16], mais sans le moindre justification documentaire. L'historien d'art Frédéric Destremau présente une argumentation qui conclut que le modèle est Jeanne Wenz. Il suffit de comparer les photographies de Jeanne et Suzanne et les portraits La Femme au nœud rose et Gueule de bois pour voir les dissemblances et ressemblances.

| - À la Bastille. - La Buveuse d'absinthe. - Poudre de riz. - Gueule de bois. |

Frédéric Destremau a identifié cinq autres œuvres de Toulouse-Lautrec datant de la période 1885-1888 dont Jeanne est le modèle. Ce qui fait d'elle son principal modèle de cette période.
| - Vénus de Montmartre (musée Von der Heydt). - Étude de nu (musée Toulouse-Lautrec). - Jeanne (Kröller-Müller Museum). - Jeanne (musée Boijmans, Haarlem). - Étude de nu (musée Toulouse-Lautrec). |